# Streptococcus pyogenes
Espèce
Streptococcus pyogenes, également appelée streptocoque du groupe A (abrégé en SGA), est une bactérie responsable d'infections potentiellement graves chez l'humain, à l'origine d'un demi-million de morts par an dans le monde. Elle appartient au genre Streptococcus. Il s'agit de cocci à Gram positif se présentant sous forme de chaînettes. Ils sont dépourvus de catalase et d'oxydase et sont anaérobies préférentiels aérotolérants. Sur gélose au sang, ils développent une large zone d'hémolyse complète (= hémolyse de type bêta). Ce sont donc des streptocoques bêta-hémolytiques. Dans les produits pathologiques, ils peuvent avoir une capsule ou non.
La majorité des pathologies liées aux streptocoques β-hémolytiques est due aux streptocoques du groupe A. Les streptocoques des groupes C (Streptococcus dysgalactiae (en)) et G (Streptococcus anginosus (en)) peuvent aussi entraîner des infections similaires.
D'autres espèces de streptocoques (Streptococcus dysgalactiae subsp. equisimilis, Streptococcus constellatus et Streptococcus anginosus) possèdent un antigène A .

## Histoire
La première description reconnue du streptocoque du groupe A est attribuée à Theodor Billroth en 1874, lorsqu'il décrivit un cas d'érysipèle et autres infections de la peau. Il décrivit de « petits organismes isolés ou organisés par paires, parfois en chaînes de 4 à 20 liens ou plus ». Cependant, la première caractérisation du streptocoque du groupe A a été donnée par Louis Pasteur en 1879. C'est à partir d'échantillons d'uterus et de sang de femmes souffrant de fièvre puerpérale que Louis Pasteur isola cette bactérie, dont il établit qu'elle est responsable des épidémies de fièvres puerpérales en Europe. Le nom Streptococcus ainsi que pyogenes proviennent de Friedlich Julius Rosenbach qui examina en 1884 des prélèvements de lésions suppuratives. L'étymologie de Streptococcus (Strepto-, grec, chaîne et coccus, une baie) provient des structures caractéristiques en forme de chaînettes des streptocoques, et pyogenes (pyo, grec, pus et genes, qui forme) de l'aspect purulent de certaines plaies dues à cette bactérie.
En 1924, William Coley, chirurgien des os et cancérologue observe qu'un de ses patients qui souffrait d'un cancer, le sarcome, et de la scarlatine a guéri de son cancer une fois sorti de la scarlatine. Il a alors fait l'hypothèse que la bactérie était en cause et a alors injecté des streptocoques à des patients atteints de cancers avec de bons résultats, quoique moins bons que pour le sarcome. De nos jours, cette solution du vaccin de Coley est abandonnée par les laboratoires parce que les normes de sécurité exigées pour injecter une bactérie, même morte, demandent des millions voire des milliards d'euros d'investissement,.
Au début des années 2010, on découvre chez Streptococcus pyogenes la protéine cas9 qui s'avère être un outil puissant de génie génétique aux perspectives d'utilisation prometteuses.

## Classification et sérogroupage
La classification des streptocoques provient initialement de Rebecca Lancefield qui les classa de A à X en fonction de certains antigènes de surface. En 1934, Fred Griffith introduit l'agglutination sur lame qui permit d'étudier la distribution des streptocoques du groupe A par la présence de l'antigène T jusqu'à la fin des années 1960. Le sérogroupage est une technique qu'a fortement développée Oswald Avery chez qui travailla Rebecca Lancefield et qui permit de classifier Streptococcus pneumoniae dès 1919. Tous les antigènes utilisés jusqu'ici étaient des sucres mais Rebecca Lancefield classifia les streptocoques du Groupe A par la présence d'un antigène de surface de nature protéique, la protéine M (en relation à l'aspect mat des colonies). Rebecca Lancefield pu identifier plus de 50 sérotypes M durant sa carrière et par la suite par des combinaisons de différentes approches sérologiques et de typages moléculaires, plus 200 sérotypes M ont été identifiés.
De nos jours, le sérogroupage des souches de streptocoque du groupe A par la protéine M a été remplacé par une technique plus précise et plus rapide, qui consiste à amplifier par PCR la séquence hypervariable d'un domaine extrémal du gène emm codant la protéine M, appelé domaine N-terminal. On parle désormais de génotypage du gène emm et de différents génotypes emm pour classer les souches de streptocoque du groupe A.

## Habitat
Le streptocoque du groupe A est une bactérie spécifique de l'humain, qui constitue ainsi son seul réservoir d'évolution et de dissémination. Il existe un portage asymptomatique au niveau de la peau, ce qui signifie que les bactéries peuvent être présentes en très faible quantité tout en restant discrètes vis-à-vis du système immunitaire (aucune réaction inflammatoire). D'autre part, le streptocoque du groupe A peut provoquer des infections superficielles. Dans ce cas, la bactérie stimule une réaction immunitaire, ce qui provoque une exsudation (libération) de plasma à la surface des épithéliums infectés (cutanés et oro-pharyngés)[Où ?], favorable à la multiplication bactérienne par sa richesse nutritive. Ceci permet la formation d'une charge bactérienne très élevée, et le caractère superficiel de l'infection assure une forte capacité de dissémination (contact pour la peau, toux et aérosols liés à l'inflammation pour les angines). Les différentes stratégies mises en place au cours de l'évolution du streptocoque du groupe A permettent à la fois l'infection superficielle et le portage asymptomatique, qui sont donc considérées comme les seules niches écologiques pour le streptocoque du groupe A . En revanche, les infections invasives constituent une « impasse évolutive ». En effet, une fois dans le milieu interne, les bactéries ne peuvent plus disséminer (passer d'un individu à un autre). Elles vont donc soit tuer l'hôte, ce qui limite la dissémination, soit être éliminées par l'hôte. Par ailleurs la majorité des infections invasives se développe à la faveur d'une brèche mécanique indépendante de l'infection (plaie, accouchement, geste invasif, etc). De nombreux mécanismes de résistances et persistances pour des infections superficielles (comme la résistance à la phagocytose) permettent la survie des bactéries lors d'une infection invasive. Ainsi, une hypothèse propose que le streptocoque du groupe A n'a pas évolué pour provoquer des infections invasives, qui constituent plutôt des "accidents ou "dégâts collatéraux" d'une adaptation à provoquer des infections superficielles.

## Pouvoir pathogène
Streptococcus pyogenes peut être à l'origine de différentes pathologies, des infections superficielles d'une part, des infections invasives (bactéries dans un milieu à priori stérile, très souvent le sang) et enfin des complications post-infectieuses.
Plusieurs facteurs de virulence contribuent à la pathogenèse des bactéries comme la protéine M, la protéine F1, et des enzymes extra-cellulaires (SpeB, Slo, estérase, etc.).

### Infections superficielles
- gangrène de Fournier ;
- angine (pharyngite-amygdalite) : selon l'âge, entre 50 et 90 % des angines sont d'origine virale (adénovirus, virus influenzae, virus respiratoire syncitial, virus parainfluenzae, coxsackie…)[13]. Dans les angines bactériennes, la bactérie la plus souvent rencontrée est un streptocoque bêta-hémolytique du groupe A (SGA), Streptococcus pyogenes, qui est présent dans 20 % des angines tous âges confondus, 25 à 40 % des angines de l’enfant et 10 à 25 % des angines de l’adulte[14],[15]. L'angine à SGA atteint surtout l'enfant à partir de l'âge de 3 ans ; son pic d'incidence se situe chez l'enfant entre 5 et 15 ans et elle est rare chez l'adulte[13],[14]. Chez le nourrisson et l'enfant de moins de 3 ans, les angines sont généralement d'origine virale et le streptocoque est rarement en cause[16].
- scarlatine ;
- impétigo ;
- érysipèle.

### Infections invasives
- dermohypodermite bactérienne nécrosante avec ou sans fasciite nécrosante
- bactériémie ;
- choc toxique streptococcique ;
- fièvre puerpérale.

### Complications post-streptococciques
- rhumatisme articulaire aigu ;
- glomérulonéphrite aiguë.
- chorée de Sydenham
- érythème noueux

## Données épidémiologiques

### Données internationales
En 2005, il a été estimé que le streptocoque du groupe A est responsable chaque année de 616 millions d'angines, dont 550 millions dans des pays en voie de développement, et de 111 millions d'infections de la peau. Environ 18,1 millions de personnes souffrent des conséquences d'infections à streptocoque du groupe A, la glomérulonéphrite aigüe ou le rhumatisme articulaire aigu. À ceux-ci, 1,78 million de cas s'ajoute chaque année, et on estime que 233 000 décès par an sont liés à une cardiopathie rhumatismale. Ces données concernent en majorité des enfants de pays en voie de développement, où les infections superficielles à streptocoque du groupe A sont mal soignées. Au total, les complications post-infectieuses dues au streptocoque du groupe A sont responsables de 354 000 décès par an. Par ailleurs, les infections invasives représentent 663 000 cas dont 163 000 décès par an, ce qui permet de déduire un taux de mortalité d'environ 25 %. Toutes infections considérées, le streptocoque du groupe A est ainsi responsable de plus de 517 000 décès par an, ce qui en fait la troisième bactérie la plus mortelle après Mycobacterium tuberculosis et Streptococcus pneumoniae.

### Données françaises
En 2014, concernant les infections invasives, 536 cas ont été rapportées, dont environ 45 % liés à des infections de la peau, en particulier 11 % de dermohypodermites nécrosantes et 16 % d'érysipèles. Ces infections invasives ont été à l'origine de 43 décès, dont une majorité liée aux septicémies (15 décès). Il est important de noter que le nombre d'isolats rapportés au Centre national de référence des streptocoques (CNR-Strep) est en augmentation d'environ 60 % depuis 2008.
Le génotype emm1 est responsable de la majorité des cas d'infections invasives en France en 2014 (20 %), suivi des génotypes emm89 (17 %) et emm28 (12 %).

## Diagnostic

### Bactériologique

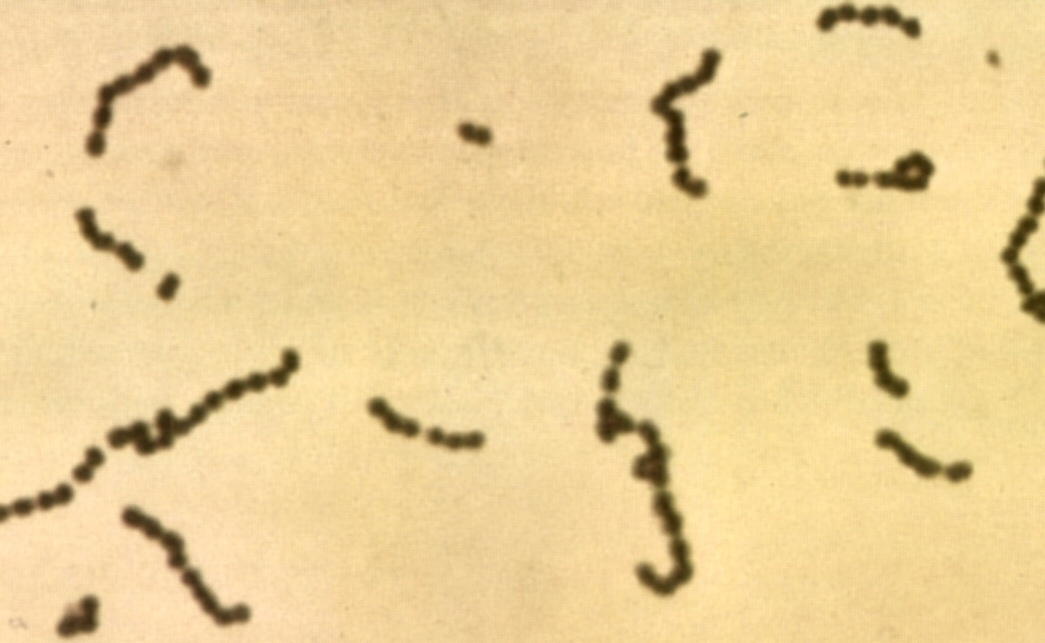
coloration de Gram de Streptococcus

différentes hémolyses (α,β) sur Columbia au sang

- Test diagnostique rapide
Devant une angine, il est conseillé de faire un score de Mac-Isaac. Ce score indiquera ou non la nécessité de faire un Test diagnostic rapide qui permet de détecter le streptocoque β-hémolytique du groupe A. En l'absence de positivité du test, on peut se passer d'antibiothérapie. Il est très probable que l'angine soit virale.
- prélèvements
Écouvillonnage au contact des amygdales, du pharynx ; ponction de l'otorrhée après paracentèse, aspiration sinusale…
- examen direct
Observation de diplocoques et de chaînettes à Gram positif

- culture
Isolement sur géloses Columbia au sang frais (COS) et ANC.
La culture sur gélose au sang donne une hémolyse totale dite β.
- identification
Plusieurs techniques permettent la mise en évidence des streptocoques des groupes A/C/G : test d'agglutination pour la recherche du polyoside C spécifique du groupe, galeries biochimiques, spectrométrie de masse.

### Sérologique
Il permet le diagnostic des complications post streptococciques, il est basé sur le dosage des anticorps ASLO et ASD.
Anticorps antistreptolysine O (ASLO)

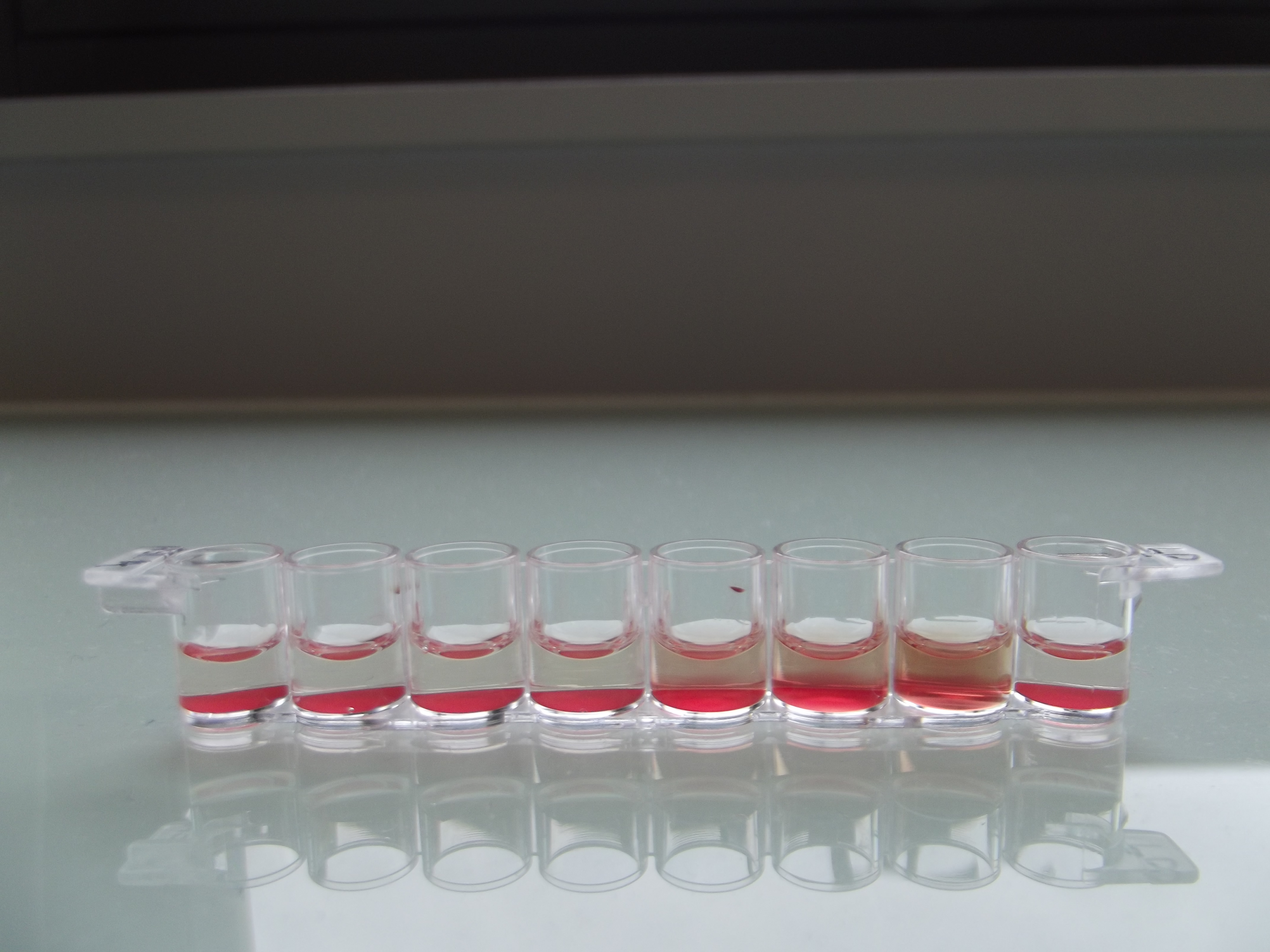
Dosage des anticorps antistreptolysine O.

Les ASLO apparaissent 2 à 3 semaines après une infection ORL à streptocoque A (mais pas après une infection cutanée), ils atteignent leur taux maximal en 6 semaines et persistent 3 mois dans le sérum du patient.
Élévation des anticorps antistreptoccique, c’est-à-dire un taux d'anticorps anti-ASLO > 200 ou anti-ASDOR > 340 en période de scolarisation[Quoi ?], ou streptozyme positif (anticorps anti DNase, réaction sur lame) sur deux prélèvements espacés de 10 jours.[réf. nécessaire]. Cependant ce dosage est d'interprétation difficile. La preuve de l'infection récente s'établit au mieux sur la constatation d'une élévation des anticorps sur deux prélèvements distants car une élévation isolée des ASLO-ASD peut se voir chez environ 20 % des sujets normaux. Un taux élevé isolé ne permet donc pas de différencier une infection récente d'un portage chronique, ou d'un contact sans rhumatisme articulaire aigu (RAA).
Anticorps antistreptodornase B (ASD)
Les ASD apparaissent 2 à 3 semaines après une infection ORL et cutanée à streptocoque A, ils atteignent leur taux maximal en 6 semaines et persistent 3 mois dans le sérum du patient.

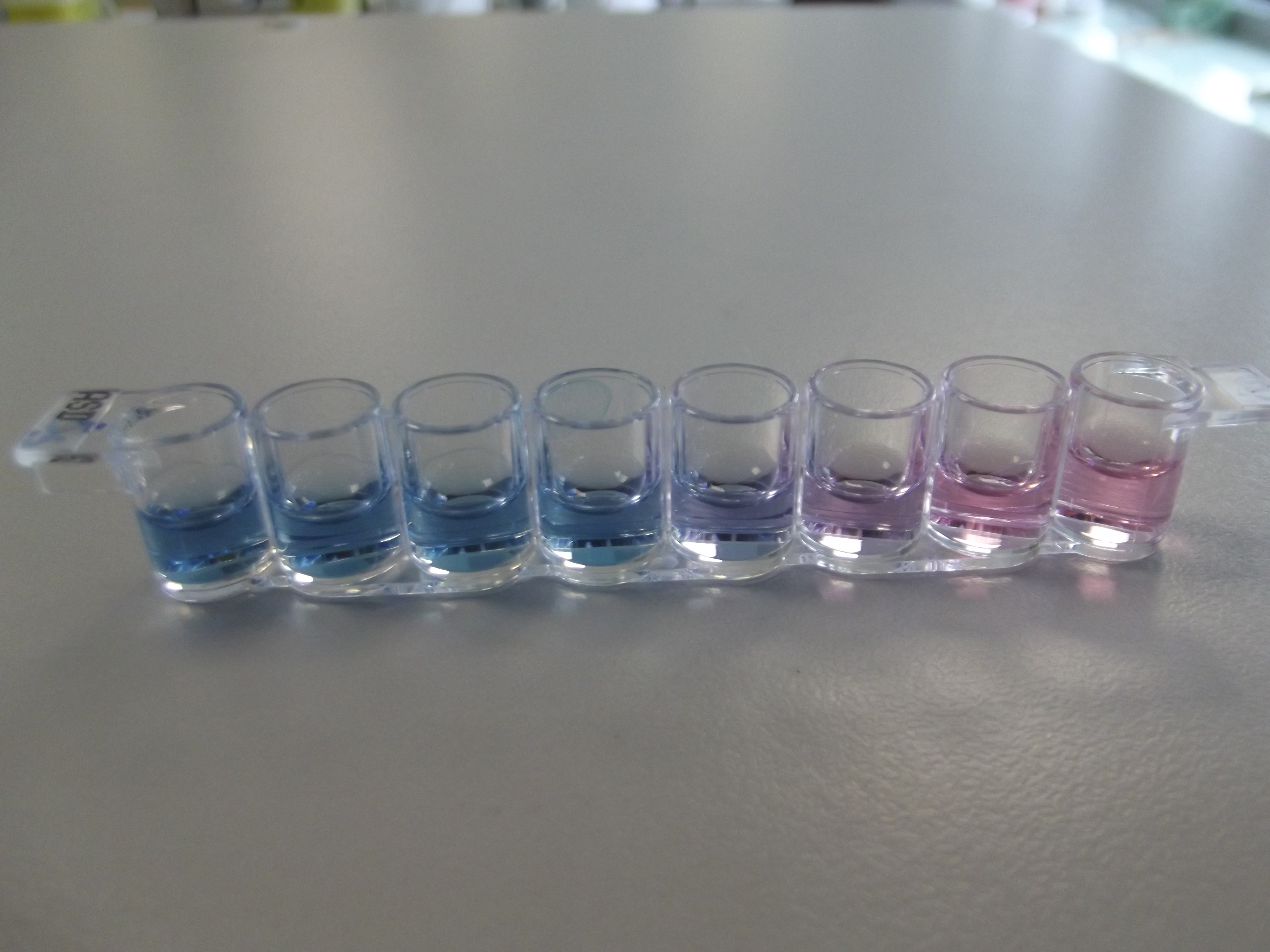
Dosage des anticorps antistreptodornase B

Leur recherche complète celle des ASLO dans le diagnostic des complications post streptococciques. Le principe est basé sur l'inhibition de l'activité ADNasique de la streptodornase B par les anticorps sériques. L'hydrolyse de l'ADN est révélée par le virage au rose du bleu de toluidine dans les puits ne contenant pas d'anticorps.
Les anticorps antistreptohyaluronidase (ASH) peuvent aussi être recherchés. Ils donnent des indications sur l'origine de l'infection : ils augmentent plus dans les infections cutanées. Le taux d'anticorps antistreptolysine O n'augmente pas après une infection cutanée à Streptococcus pyogenes car la streptolysine O sécrétée est rapidement neutralisée par le cholestérol membranaire des cellules épidermiques, si bien qu’il n’y a pas de stimulation d’une réponse en anticorps.

## Traitement
Basé sur une antibiothérapie par pénicilline du groupe A, amoxicilline. Dans le cas où l'antibiothérapie par des bêta-lactamines est impossible (ex: allergie à l'amoxicilline) il peut être proposé une antibiothérapie de seconde intention à base de céphalosporine orale si non contre indiquées, puis des macrolides en troisième intention (ex: azithromycine). L'utilisation de ces derniers nécessite la réalisation préalable d'un prélèvement de gorge pour culture et d'un antibiogramme.